# Segundo Quinquenio de Oro de Peñarol
El Segundo Quinquenio de Oro de Peñarol fue el período histórico en el cual el Club Atlético Peñarol fue pentacampeón del Campeonato Uruguayo de Primera División entre 1993 y 1997, siendo esta la segunda ocasión en que el club se consagró campeón uruguayo cinco años de manera consecutiva.

## Los disparadores
El club llevaba 6 años sin conseguir alzar la copa uruguaya mientras que su clásico rival Nacional en la temporada de 1992 había cortado una racha de 8 años sin victorias. Ese mismo año se realizan elecciones sociales en Peñarol, las cuales ganaría el Cr. José Pedro Damiani, que ya había presidido al club entre 1987 y 1990. Asumió al año siguiente prometiendo nuevos triunfos para la institución.

## Año por año

### Rompiendo el silencio (1993)
Todo comenzó con la contratación de Gregorio Pérez. También como dato relevante se sumaría al plantel principal Pablo Bengoechea, quien luego jugaría 10 años de forma continua en el club y se transformaría en un ídolo de la hinchada. Además regresarían Mario Saralegui de Ecuador y Nelson Gutiérrez de España, y se adquirirían nuevos talentos como Marcelo Otero de Rampla Juniors y Darío Silva de Defensor Sporting.

#### Plantel
Arqueros:
Óscar Ferro, Gerardo Rabajda, Héctor Tuja.

Defensas:
Marcelo Asteggiano, Carlos Sánchez, Euler Correa, Darwin Quintana, José Enrique de los Santos, Nelson Gutiérrez, Nelson Olveira, Federico Bergara, Augusto Consani, Carlos Díaz, Gustavo Ferreira, Néstor Blanco,  Washington Tais, Robert Lima.

Mediocampistas:
Diego Dorta, José Perdomo, Gabriel Cedrés, Gustavo Dalto, Marcelo Otero, Pablo Bengoechea, Mario Saralegui, Danilo Baltierra, Andrés Martínez, Gustavo Rehermann

Delanteros:
Darío Silva, Adrián Paz, Daniel Vidal, Heberley Sosa, Gustavo Da Silva, William Castro, Martín Rodríguez

DT:
Gregorio Pérez

#### Resultados
| Fecha               | Rival             | Resultado |                         | Fecha             | Rival | Resultado |
| 4 de abril de 1993  | Defensor Sporting | 0 - 0     | 4 de julio de 1993      | Defensor Sporting | 2 - 0 |           |
| 11 de abril de 1993 | Danubio           | 3 - 2     | 10 de julio de 1993     | Danubio           | 0 - 2 |           |
| 17 de abril de 1993 | Huracán Buceo     | 3 - 2     | 18 de julio de 1993     | Huracán Buceo     | 4 - 0 |           |
| 22 de abril de 1993 | Racing            | 2 - 0     | 3 de octubre de 1993    | Bella Vista       | 3 - 0 |           |
| 2 de mayo de 1993   | Bella Vista       | 1 - 0     | 24 de octubre de 1993   | Nacional          | 3 - 1 |           |
| 9 de mayo de 1993   | Nacional          | 1 - 0     | 31 de octubre de 1993   | Liverpool         | 2 - 0 |           |
| 15 de mayo de 1993  | Liverpool         | 2 - 0     | 6 de noviembre de 1993  | Rampla Juniors    | 4 - 0 |           |
| 23 de mayo de 1993  | Rampla Juniors    | 2 - 2     | 14 de noviembre de 1993 | Wanderers         | 2 - 3 |           |
| 29 de mayo de 1993  | Wanderers         | 1 - 2     | 20 de noviembre de 1993 | River Plate       | 1 - 1 |           |
| 6 de junio de 1993  | River Plate       | 7 - 0     | 24 de noviembre de 1993 | Progreso          | 0 - 2 |           |
| 12 de junio de 1993 | Progreso          | 2 - 1     | 27 de noviembre de 1993 | Racing            | 1 - 0 |           |
| 26 de junio de 1993 | Cerro             | 3 - 0     | 5 de diciembre de 1993  | Cerro             | 1 - 1 |           |

### Por el Bi (1994)
En 1994 no variaría sensiblemente el plantel, al cual se le incorporaron Óscar Aguirregaray y Carlos Aguilera, y partieron jugadores como el "Chueco" Perdomo, Mario Saralegui.

#### Plantel
Arqueros:
Óscar Ferro, Gerardo Rabajda, Héctor Tuja.

Defensas:
Óscar Aguirregaray, Gabriel Marzoa, Javier Odriozola, José Enrique de los Santos, Nelson Gutiérrez, Nelson Olveira, Federico Vergara, Augusto Consani, Carlos Díaz, Gustavo Ferreira, Néstor Blanco, William Castro, Washington Tais, Robert Lima.

Mediocampistas:
Diego Dorta, Jorge Barrios, Nicolás Rotundo, Adrián Paz, Gustavo Dalto, Marcelo Otero, Pablo Bengoechea.

Delanteros:
Darío Silva, Heberley Sosa, Danilo Baltierra, Andrés Martínez, Gustavo Rehermann, Gustavo Da Silva, Antonio Pacheco, Martín Rodríguez, Carlos Aguilera, Federico Magallanes, Boris Acuña, Luis Romero, Martín Broli, Daniel Vidal.

DT:
Gregorio Pérez

#### Resultados
|                     | Torneo Apertura   |           |                          |                   | Torneo Clausura |  |
| Fecha               | Rival             | Resultado | Fecha                    | Rival             | Resultado       |  |
| 10 de abril de 1994 | Progreso          | 2 - 0     | 25 de agosto de 1994     | Progreso          | 2 - 0           |  |
| 16 de abril de 1994 | Rampla Juniors    | 1 - 2     | 14 de agosto de 1994     | Rampla Juniors    | 5 - 1           |  |
| 30 de abril de 1994 | Liverpool         | 1 - 2     | 30 de agosto de 1994     | Liverpool         | 1 - 0           |  |
| 8 de mayo de 1994   | Danubio           | 4 - 0     | 3 de septiembre de 1994  | Danubio           | 6 - 1           |  |
| 14 de mayo de 1994  | Cerro             | 2 - 0     | 11 de septiembre de 1994 | Cerro             | 3 - 1           |  |
| 22 de mayo de 1994  | River Plate       | 3 - 0     | 17 de septiembre de 1994 | River Plate       | 0 - 1           |  |
| 28 de mayo de 1994  | Defensor Sporting | 4 - 2     | 25 de septiembre de 1994 | Defensor Sporting | 3 - 1           |  |
| 5 de junio de 1994  | Wanderers         | 0 - 2     | 1 de octubre de 1994     | Wanderers         | 1 - 2           |  |
| 12 de junio de 1994 | Nacional          | 2 - 1     | 9 de octubre de 1994     | Nacional          | 2 - 1           |  |
| 25 de junio de 1994 | Bella Vista       | 4 - 0     | 16 de octubre de 1994    | Bella Vista       | 4 - 0           |  |
| 3 de julio de 1994  | Basáñez           | 5 - 0     | 23 de octubre de 1994    | Basáñez           | 3 - 0           |  |
| 11 de julio de 1994 | Central Español   | 1 - 0     | 30 de octubre de 1994    | Central Español   | 3 - 1           |  |

|                         | Finales           |       |
| ----------------------- | ----------------- | ----- |
| 6 de noviembre de 1994  | Defensor Sporting | 1 - 1 |
| 13 de noviembre de 1994 | Defensor Sporting | 1 - 1 |
| 20 de noviembre de 1994 | Defensor Sporting | 2 - 1 |

### Tres clásicos para levantar el Tri (1995)
En 1995 Peñarol obtenía nuevamente el Torneo Apertura y aseguraba, al menos, un lugar en la final por el Campeonato Uruguayo. Pese a caer en un solo partido, el Torneo Apertura no fue fácil de conseguir. Hubo que recurrir a una final ante Liverpool para definir el campeón debido a que ambos equipos igualaron en la primera posición con 25 puntos, luego de que se le descontasen a Peñarol 2 puntos debido a disturbios de su hinchada. El conjunto mirasol venció 2 a 0 en ese encuentro y obtuvo así el Torneo Apertura.
El Torneo Clausura mantuvo la incertidumbre hasta el final y también se definió en una final con Nacional por igualdad en la primera ubicación. En dicho partido los aurinegros empataron 2 a 2, pero cayeron por penales. Por lo cual, el Campeonato Uruguayo tuvo que definirse en tres juegos finales ante el tradicional adversario.
Peñarol comenzó mejor que su rival y se quedó con la primera final al vencer por 1 a 0 con gol de Pablo Bengoechea. El segundo partido culminó con victoria alba 2-1 y como consecuencia el certamen derivó en una tercera y decisiva final. Una vez más, Peñarol se quedó con el título de Campeón Uruguayo al vencer por 3 a 1 al clásico rival con goles de Robert Lima, Luis Romero y Pablo Bengoechea.
En esa temporada, Peñarol fue el equipo que obtuvo más puntos en la Tabla Anual con 52 unidades. Contabilizando las tres finales por el Campeonato Uruguayo, la final del Apertura y la final del Clausura, los mirasoles disputaron 29 juegos, ganaron 20, empataron 6 y perdieron 3. Cabe señalar que uno de los partidos registrado como empate, culminaría luego con una caída por penales.
Los máximos artilleros fueron: Pablo Bengoechea con doce goles, Darío Silva (nueve), Luis Romero (ocho), Federico Magallanes (siete), Antonio Pacheco y Robert Lima (cuatro). Los aurinegros convirtieron 59 goles y recibieron 23.

#### Plantel
Arqueros:
Óscar Ferro, Claudio Flores, Luis de Agustini.

Defensas:
Óscar Aguirregaray, Gabriel Marzoa, José Enrique de los Santos, Nelson Gutiérrez, Nelson Olveira, Federico Vergara, Augusto Consani, Carlos Díaz, Gustavo Ferreira, Néstor Blanco, William Castro, Washington Tais, Robert Lima, Marcelo De Souza.

Mediocampistas:
Diego Dorta, Gonzalo de los Santos, Rubén Pereira, Carlos Macchi,  Jorge Barrios, Nicolás Rotundo, Adrián Paz, Gustavo Dalto, Marcelo Otero, Pablo Bengoechea.

Delanteros:
Darío Silva, Heberley Sosa, Danilo Baltierra, Andrés Martínez, Gustavo Rehermann, Gustavo Da Silva, Antonio Pacheco, Martín Rodríguez, Carlos Aguilera, Federico Magallanes, Boris Acuña, Luis Romero, Martín Broli, Martín García, Andreé González, José Cancela, Óscar Vallejo.

DT:
Gregorio Pérez

#### Resultados
| Torneo Apertura   | Torneo Apertura |                   | Torneo Clausura    | Torneo Clausura |
| Rival             | Resultado       | Rival             | Resultado          |                 |
| Progreso          | 3 - 0           | Nacional          | 1 - 0              |                 |
| Central Español   | 4 - 1           | Wanderers         | 1 - 1              |                 |
| Wanderers         | 2 - 1           | Danubio           | 2 - 1              |                 |
| Basáñez           | 1 - 1           | Liverpool         | 1 - 2              |                 |
| Cerro             | 1 - 2           | Defensor Sporting | 1 - 0              |                 |
| Sud América       | 0 - 0           | Progreso          | 1 - 1              |                 |
| Danubio           | 4 - 0           | Rampla Juniors    | 3 - 0              |                 |
| Liverpool         | 3 - 2           | Cerro             | 1 - 0              |                 |
| Nacional          | 1 - 2           | River Plate       | 1 - 1              |                 |
| Rampla Juniors    | 7 - 0           | Basáñez           | 2 - 0              |                 |
| Defensor Sporting | 1 - 0           | Central Español   | 3 - 1              |                 |
| River Plate       | 1 - 1           | Sud América       | 3 - 2              |                 |
| Final Apertura    | Final Apertura  | Final Clausura    | Final Clausura     |                 |
| Liverpool         | 2 - 0           | Nacional          | 2 - 2 (3 - 5 pen.) |                 |

| Finales  | Finales |
| Nacional | 1 - 0   |
| Nacional | 1 - 2   |
| Nacional | 3 - 1   |
| -------- | ------- |

### Tetracampeón (1996)
El año 1996 comenzó con cambios. Se fue el entrenador y le sustituyó Jorge Fossati, secundado por Eduardo del Capellán y Mario González, y con el Prof. Alejandro Valenzuela como Preparador Físico, mientras que Darío Silva y Marcelo Otero emigraron al fútbol italiano. Fue un campeonato sumamente disputado, que se obtuvo luchando hasta la última fecha.
El clásico del Torneo Apertura lo ganó el Peñarol con una particularidad, Óscar Aguirregaray terminó atajando debido a la expulsión del portero Navarro. Además, fue expulsado por el juez Dluzniewski el arquero de Nacional Carlos Nicola. El torneo también se lo llevó el aurinegro en forma anticipada, luego de ganarle 2 a 0 a Wanderers.
Durante la temporada, Peñarol obtuvo 38 unidades en la Tabla Anual ubicándose en la tercera posición. Los mirasoles disputaron 24 juegos, ganaron 12, empataron 6 y perdieron 6.
Los máximos artilleros fueron Luis Romero con nueve goles, Robert Lima con cinco, mientras que Antonio Pacheco, Carlos Aguilera y Heberley Sosa convirtieron cuatro.
Los aurinegros convirtieron 45 goles y recibieron 29.

#### Plantel
Arqueros:
Claudio Flores, Sergio Navarro, Alexis Viera. 

Defensas:
Óscar Aguirregaray, Gabriel Marzoa, José Enrique de los Santos, Nelson Gutiérrez, Nelson Olveira, Washington Tais, Robert Lima, Marcelo De Souza, Washington Viera, Marcelo de los santos, Edgardo Adinolfi, Carlos Soca.

Mediocampistas:
Gonzalo de los Santos, Rubén Pereira, Carlos Macchi, Nicolás Rotundo, Adrián Paz, Marcelo Otero, Pablo Bengoechea, Darío Larrosa, Ignacio Borjas.

Delanteros:
Heberley Sosa, Danilo Baltierra, Andrés Martínez, Gustavo Rehermann, Antonio Pacheco, Martín Rodríguez, Carlos Aguilera, Federico Magallanes, Boris Acuña, Luis Romero, Martín Broli, Martín García, Andreé González, Carlos Priario, Sebastián De Negris, Oscar Vallejo.

DT:
Jorge Fossati

#### Resultados
| Torneo Apertura   | Torneo Apertura |                   | Torneo Clausura | Torneo Clausura |
| Rival             | Resultado       | Rival             | Resultado       |                 |
| Sud América       | 4 - 1           | Sud América       | 3 - 0           |                 |
| River Plate       | 0 - 0           | River Plate       | 1 - 1           |                 |
| Defensor Sporting | 2 - 0           | Defensor Sporting | 3 - 3           |                 |
| Cerro             | 4 - 2           | Cerro             | 5 - 1           |                 |
| Nacional          | 2 - 0           | Nacional          | 1 - 2           |                 |
| Huracán Buceo     | 3 - 2           | Huracán Buceo     | 1 - 1           |                 |
| Danubio           | 0 - 1           | Danubio           | 3 - 1           |                 |
| Liverpool         | 2 - 2           | Liverpool         | 0 - 1           |                 |
| Rampla Juniors    | 1 - 0           | Rampla Juniors    | 4 - 1           |                 |
| Wanderers         | 2 - 0           | Wanderers         | 0 - 1           |                 |
| Central Español   | 1 - 3           | Central Español   | 4 - 2           |                 |

| Finales  | Finales |
| Nacional | 1 - 0   |
| Nacional | 1 - 1   |
| -------- | ------- |

### Quinquenio (1997)
Luego, a armar el plantel. Llegaron Marcelo Zalayeta, Marcelo Romero, Serafín García, Juan Carlos de Lima, Pablo Quiñones y volvieron Fernando Álvez y Jorge Gonçalves. Sin embargo, una vez más por disturbios generados por su hinchada, Peñarol sufrió la pérdida de puntos que lo dejaron sin ganar ni el Apertura ni el Clausura.

#### Plantel
Arqueros:
Claudio Flores, Luis de Agustini, Fernando Álvez.

Defensas:
Óscar Aguirregaray, Gabriel Marzoa, José Enrique de los Santos, Nelson Olveira, Washington Tais, Robert Lima, Marcelo De Souza, Washington Viera, Marcelo de los Santos, Edgardo Adinolfi, Carlos Soca, Álvaro Fabián Perea, Serafín García.

Mediocampistas:
Gonzalo de los Santos, Ruben Pereyra, Nicolás Rotundo, Pablo Bengoechea, Ignacio Borjas, Jorge Gonçalves, Pedro Quiñones.

Delanteros:
Antonio Pacheco, Carlos Aguilera, Luis Romero,  Martín García, José Cancela, Darío Larrosa, Juan Carlos de Lima, Marcelo Zalayeta.

DT:
Gregorio Pérez

#### Resultados
| Torneo Apertura   | Torneo Apertura |                   | Torneo Clausura | Torneo Clausura |
| Rival             | Resultado       | Rival             | Resultado       |                 |
| Rampla Juniors    | 1 - 1           | Rampla Juniors    | 0 - 21          |                 |
| River Plate       | 2 - 3           | River Plate       | 3 - 0           |                 |
| Racing            | 4 - 0           | Racing            | 1 - 1           |                 |
| Rentistas         | 3 - 0           | Rentistas         | 7 - 1           |                 |
| Wanderers         | 1 - 1           | Wanderers         | 1 - 2           |                 |
| Defensor Sporting | 2 - 1           | Defensor Sporting | 2 - 3           |                 |
| Liverpool         | 1 - 1           | Liverpool         | 4 - 0           |                 |
| Danubio           | 1 - 0           | Danubio           | 2 - 1           |                 |
| Nacional          | 2 - 0           | Nacional          | 4 - 3           |                 |
| Cerro             | 1 - 1           | Cerro             | 4 - 3           |                 |
| Huracán Buceo     | 1 - 3           | Huracán Buceo     | 1 - 0           |                 |

| Semifinal         | Semifinal |
| Nacional          | 3 - 2     |
| Finales           | Finales   |
| Defensor Sporting | 1 - 0     |
| Defensor Sporting | 3 - 0     |
| ----------------- | --------- |

1 El partido fue suspendido a los 48 minutos con el marcador empatado en 0, pero la victoria fue otorgada a Rampla Juniors por 2 a 0.